# 刘显忠
刘显忠（1968年12月—），男，汉族，内蒙古通辽人，中华人民共和国政治人物。现任中国社会科学院俄罗斯东欧中亚研究所俄罗斯历史与文化研究室主任，研究员。第十三、十四届全国政协委员。